# ایموتا شوهی
ایموتا شوهی (به ژاپنی: 伊牟田 尚平 いむだ しょうへい)، تولد ۱۸۳۲ - مرگ ۱۸۶۹، در دوره باکوماتسو ملازم ارشد قلمرو ساتسوما بود.

## حادثه آتش‌زدن عمارت اربابی قلمرو ساتسوما در ادو
در اکتبر ۱۸۶۷، طبق یک پیمان مخفی برای سرنگونی شوگون‌سالاری ساتسوما-توسا، حضانت سامورایی‌های طرفدار امپراتوری، ناکامورا یوکی و ساگارا سوزو، که تحت حمایت سامورایی‌های توسا، اینویی تایسوکه، بودند، به اقامتگاه ساتسوما در ادو منتقل شد. سایگو تاکاموری و دیگران یک گروه نظامی به نام گویودو را برای تحریک شوگون‌سالاری ادو و مرتبط کردن آن با سرنگونی مسلحانه شوگون‌سالاری سازماندهی کردند. آنها قصد داشتند از آنها برای انجام خرابکاری‌هایی مانند سرقت از خانه‌های بازرگانان و آتش زدن قلعه نینومارو در شهر ادو استفاده کنند. آنها ماسومیتسو یاسونوسوکه و ایموتا را به ادو فرستادند. در «کیوزای نیکی» که از ناکامورا هانجیرو (کیرینو توشیاکی) به جا مانده، در تاریخ ۳ اکتبر ۱۸۶۷ نوشته شده است: «ماسومیتسو یاسونوسوکه و یومیتا شوهی (ایموتا شوهی) از امروز به ادو فرستاده شده‌اند، اگرچه در ظاهر قصد انجام عملی صالح را دارند».
در ۱۴ اکتبر ۱۸۶۷، شوگون‌سالاری قدرت را به امپراتور بازگرداند و یوشی توموزانه به ماسومی و ایموتا نوشت تا عملیات خود را موقتاً متوقف کنند. با این حال، گویوتوها که قادر به مهار رونین‌های جمع‌آوری‌شده نبودند، در شهر ادو مرتکب سرقت و سایر جرایم شدند و ساکنان ادو شروع به متهم کردن ساتسوما گویوتو به ارتکاب جرایم نامربوط خیابانی و سرقت‌های راهزنی کردند. در نتیجه، اینابا ماساکونی، عضو ارشد شورا، و اوگوری تاداتسوگو، خزانه‌دار، خواستار تحویل گویوتوهایی شدند که در اطراف محل اقامت قبیله ساتسوما پرسه می‌زدند، اما قبیله ساتسوما امتناع کرد و این امر منجر به آتش‌سوزی محل اقامت قبیله ساتسوما در ادو در ۲۵ دسامبر شد. ماسومی دستگیر شد، اما ایموتا و ساگارا سوزو فرار کردند.
پس از این، ساگارا سوزو، سکیهوتای را سازماندهی کرد، اما توسط دولت جدید به عنوان یک نیروی دولتی دروغین دستگیر و اعدام شد. اگرچه او در نهایت به موقع نرسید، اما سوابق تاریخی نشان می‌دهد که ایموتا کیوتو را به مقصد شیمو-سووا ترک کرد تا ساگارا را نجات دهد.